# Patrick Stump
Patrick Stump (geboren als Patrick Martin Stumph,Glenview, 27 april 1984) is een Amerikaans muzikant, zanger, songwriter, muziekproducent en acteur. Hij is vooral bekend als zanger en gitarist van de Amerikaanse poppunkband Fall Out Boy.

## Biografie
Stump is de zanger en hoofdgitarist van Fall Out Boy. Ook is hij producer van verscheidene bands als Gym Class Heroes en Cobra Starship. Hij heeft zijn naam veranderd in Patrick Vaughn Stumph, omdat dat volgens hem een belangrijkere naam is in zijn leven. Hij heeft zelf, onbewust, een handelsmerk geplaatst door het feit dat hij heel de tijd hoeden of petten draagt. Hij is te herkennen aan zijn bakkebaarden en zijn obsessie voor schoenen. Hij heeft een korte film geregisseerd, The Moustachette, waarvan de uitvoerdatum nog bekend moet worden. Hij is gevraagd om de reviews van de Rolling Stone te schrijven, iets wat volgens hem een droom is die uitkomt. Eind 2011 kwam zijn allereerste debuutalbum uit genaamd "Soul Punk". Zijn solo geluid is totaal anders dan de fans van Fall Out Boy gewend zijn. Patrick's invloeden zijn onder andere electro pop, R&B en funk. Patrick heeft alles op zijn album alleen gedaan. Denk hierbij aan het schrijven van de nummers, het componeren, het bespelen van alle instrumenten en het produceren van het album.
Stump trouwde op 29 september 2012 met Elisa Yao en hij heeft een zoon.
- Bibsys: 14015486
- Gemeinsame Normdatei: 135430550
- International Standard Name Identifier: 0000 0000 5719 5989
- Library of Congress Control Number: no2011161560
- MusicBrainz: 563abe5e-06b1-430d-99d4-7abf981c6e5a
- Virtual International Authority File: 80179266
- WorldCat: E39PBJqW3rXQWBPvvRG8PhJJjC